# Vermogensbelasting
Vermogensbelasting is een directe belasting die geheven werd over het vermogen van belastingplichtigen  ongeacht de inkomsten die uit dit vermogen verkregen worden.
Deze belasting werd in Nederland lange tijd geheven volgens de bepalingen van de Wet op de Vermogensbelasting (VB). Deze werd in 2001 ingetrokken in het kader van de Belastingherziening 2001. Toch wordt sindsdien in Nederland nog belasting op het vermogen geheven, maar nu via de inkomstenbelasting. De heffing vindt plaats in de vorm van een vermogensrendementsheffing in box 3. De term 'vermogensbelasting' is eigenlijk niet meer de juiste aanduiding, maar wordt thans nog steeds gebruikt en ziet dan op de inkomstenbelasting die over een forfaitair rendement van het vermogen wordt geheven. 

## Argumenten voor en tegen vermogensbelasting
Al voor de invoering van de inkomstenbelasting werd door economen zoals Jacob Leonard de Bruijn Kops gepleit voor de invoering van een vermogensbelasting. Omdat het vermogen vroeger vooral uit onroerende zaken bestond was dit immers gemakkelijker vast te stellen dan het roerend vermogen. De vermogensbelasting is een tijdstipbelasting en geen tijdvakbelasting. Er hoeft enkel gekeken te worden naar de situatie op een bepaald tijdstip. Dat maakt het heffen van deze belasting relatief eenvoudig. Een voordeel van het belasten van het vermogen ten opzichte van het belasten van de inkomsten uit vermogen is dat geen verschil hoeft te worden gemaakt tussen belaste dividenduitkeringen en niet of lager belaste koerswinsten en dat schijninkomsten uit rente die wordt uitgekeerd om inflatie of risico's te compenseren niet worden belast. Economisch gezien heeft een vermogensrendementsheffing (een belasting op een fictief rendement over het vermogen) hetzelfde effect als de vermogensbelasting.
Nadeel daarentegen is de mobiliteit van het vermogen. Terwijl vroeger een vermogen hoofdzakelijk bestond uit onroerend goed, bestaat een vermogen sinds de Industriële revolutie vooral uit aandelen en obligaties. Door het vrij verkeer van kapitaal is het niet moeilijk om vermogen te verplaatsen naar een andere staat. Dit leidde tot fiscaal toerisme. Bekend voorbeeld zijn de Nederbelgen, namelijk Nederlanders die wegens de vermogensbelasting net over de grens in de Belgische provincies Antwerpen en Limburg kwamen wonen. Doordat de domicilie naar het buitenland verplaatst, verliest de overheid vaak ook inkomsten in de vorm van personenbelasting. De kosten-batenanalyse van een vermogensbelasting wordt daarom vaak betwist. In veel landen waar de vermogensbelasting werd afgeschaft, werd als alternatief de belasting van onroerende goederen verhoogd. Ten slotte moet bij de waardering van het vermogen van een belastingplichtige steeds een waarderingsmaatstaf aanwezig zijn. Bij niet-beursgenoteerde effecten, zoals aandelen in een (familie-)bv, kan dat op moeilijkheden stuiten. Een objectieve waarde is daar moeilijker te bepalen.

## De Nederlandse vermogensbelasting

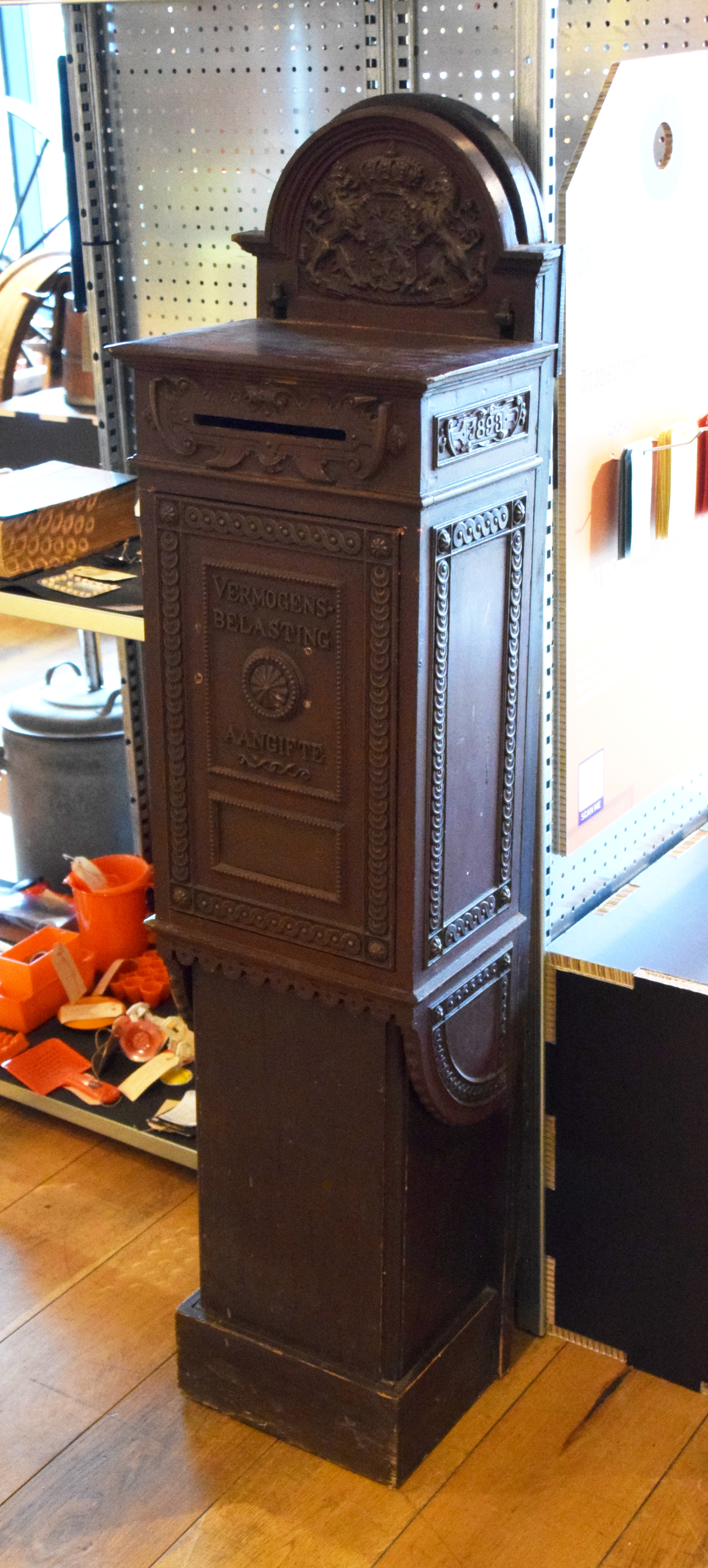
Brievenbus uit 1893 ten behoeve van de vermogensbelasting, in Museum De Voorde te Zoetermeer

De belasting werd in Nederland ingevoerd in 1893 door de  toenmalige minister van Financiën Nicolaas Pierson.

### Wet op de vermogensbelasting 1964
In Nederland werd tot en met 2000 een vermogensbelasting geheven volgens de bepalingen van de Wet op de vermogensbelasting 1964. Laatstelijk werd 0,007 van het vermogen op 1 januari (de peildatum) van elk jaar geheven. Het vermogen bestond uit de waarde van de bezittingen verminderd met waarde van de aanwezige schulden. Er werd bij het vermogen niet alleen gekeken naar particulieren: ook bij ondernemers werd vermogensbelasting geheven. Zo moest het in een onderneming aanwezige vermogen ook worden opgegeven. Belastingplichtigen met een eigen bv vielen voor de inkomstenbelasting reeds onder het aanmerkelijk belang, maar zij moesten de waarde van het aandelenbezit ook voor de vermogensbelasting opgeven. De gecombineerde druk van inkomsten- en vermogensbelasting kon hierdoor soms hoog worden. De vermogensbelasting ontmoette een toenemende maatschappelijke weerstand. Met name vermogende particulieren wisten deze belasting in toenemende mate te ontwijken door gebruik te maken van bepaalde legale constructies, of te ontduiken door roerend vermogen in belastingparadijzen met een bankgeheim te plaatsen en dit vermogen niet langer in Nederland aan te geven (belastingfraude).

### Aftrek latente belasting
Bij belastingplichtigen die voor de inkomstenbelasting ondernemer waren of als aanmerkelijk belanghouder (ab) (zoals de dga) werden aangemerkt, worden in het vermogen voor de vermogensbelasting vaak bezittingen opgenomen waarover op een zeker moment nog afgerekend moet worden voor de inkomstenbelasting. Het gaat dan om het ondernemingsvermogen, waarin bepaalde meerwaarden (stille reserves) of fiscale reserves aanwezig zijn. Bij de ab-houder zal bij verkoop van de aandelen met de fiscus afgerekend moeten worden. Bij de waardering van deze bezittingen voor de vermogensbelasting werd dan ook rekening gehouden met deze toekomstige fiscale verplichtingen. Er mocht dan een aftrek voor latente belasting worden toegepast, in mindering op het vermogen voor de vermogensbelasting. (art. 4 lid 4 VB) Er werden de volgende latente belastingen toegestaan:
- 20% van de reserves (de stille reserves, dus meerwaarden) in het ondernemingsvermogen
- 30% van de Oudedagsreserve (vaak als FOR aangeduid)
- 5% van de waarde van ab-aandelen boven de verkrijgingsprijs ervan.

Voor ondernemers gold verder dat de goodwill gewaardeerd mocht worden tegen de boekwaarde in de fiscale balans. Deze boekwaarde was doorgaans nihil. (art. 9 lid 6 VB)

### Eigen woning
Bij het waarderen van de eigen woning voor de vermogensbelasting mocht 60% van de vrije verkoopwaarde genomen worden. Dit zou overeen moeten stemmen met de waarde in bewoonde staat. Deze waarde werd ook gebruikt voor de inkomstenbelasting en de Successiewet waar het ging over de eigen woning. Over de eigen woning werd dus zowel vermogensbelasting als inkomstenbelasting geheven. Voor de inkomstenbelasting was er immers het huurwaardeforfait, thans eigenwoningforfait genoemd. 

### Anti-cumulatieregeling ('Lubbers-regeling')
De anti-cumulatieregeling of 'Lubbers-regeling' was een wettelijke regeling in de vermogensbelasting, te vinden in art. 14 lid 6 VB. De regeling behelsde, dat bij een belastingplichtige de som van de inkomsten- en vermogensbelasting niet méér kon bedragen dan 68% (eerder: 80%) van het inkomen voor de inkomstenbelasting. De wetgever had op deze manier willen tegengaan dat belastingplichtigen met een groot vermogen en een klein inkomen (bijvoorbeeld gepensioneerden) hun vermogen te gelde moesten maken om hun belastingen te kunnen voldoen. Van de regeling werd echter op grote schaal misbruik gemaakt door dga's. Zij konden hun looninkomen onder de toenmalige wetgeving op nihil stellen. De totale som van IB en VB was maximaal 68% van nihil, ergo nihil. Er was door het nul-inkomen al geen inkomstenbelasting verschuldigd, en de vermogensbelasting werd dan ook nog eens teruggegeven. Er werd dan uiteindelijk in het geheel geen belasting betaald, terwijl er juist bij deze groep belastingplichtigen voldoende draagkracht bestond. De benaming Lubbers-regeling sloeg op de familie Lubbers, grootaandeelhouder van de Nederlandse familie-bv Hollandia Kloos, die ook van deze regeling gebruik konden maken.

## Vermogensbelasting in Europa
Lang niet alle landen kennen een vermogensbelasting. Zo kende België deze belasting niet. Dat gaf vermogende Nederlanders een fiscale reden om hun woonplaats naar België te verplaatsen (belastingvlucht). In volgende Europese staten geldt of gold een vermogensbelasting:
| Land          | Status |
| ------------- | --- |
| België        | Roerende voorheffing, onroerende voorheffing, effectentaks, erfbelasting, registratierechten, schenkingsrechten             |
| Denemarken    | afgeschaft 1995 |
| Duitsland     | afgeschaft 1997 |
| Finland       | afgeschaft 2006 |
| Frankrijk     | 0,55% tot 1,8% |
| Griekenland   | Geen vermogensbelasting, Wel belasting op onroerende zaken                                                                  |
| Ierland       | afgeschaft 1974 |
| IJsland       | afgeschaft 2014 |
| Italië        | afgeschaft 1992 |
| Liechtenstein | Via forfait van 4% in de inkomstenbelasting                                                                                 |
| Luxemburg     | afgeschaft 2006 |
| Nederland     | boven 57k vrijgesteld vermogen ongeveer 2%, op banktegoeden 32% van een gemiddelde van het spaarrentetarief van alle banken |
| Noorwegen     | 0,85% na vrijstelling(en)                                                                                                   |
| Oostenrijk    | afgeschaft 1994 |
| Polen         | onbekend ?? |
| Spanje        | Verschillend per regio, maar over het algemeen 0,2 - 3,5% na vrijstelling 700k                                              |
| Zweden        | afgeschaft 2007 |
| Zwitserland   | op kanton-niveau |

## Internationale aspecten
De Nederlandse wet Vermogensbelasting kende een tweetal belastingplichtigen:
- binnenlands belastingplichtigen (natuurlijke personen die in Nederland wonen), zij worden belast voor hun wereldwijde vermogen door Nederland
- buitenlandse belastingplichtigen (natuurlijke personen die niet in Nederland wonen), zij worden door Nederland enkel belast voor hun binnenlandse vermogen. Dit zijn bijvoorbeeld bezittingen en schulden van een onderneming in Nederland en onroerende zaken in Nederland

Nederland heft sinds 2001 een Inkomstenbelasting over het particuliere vermogen van belastingplichtigen. Dit is in zoverre verwarrend omdat formeel (juridisch) van een inkomstenbelasting gesproken wordt (dit is immers de betiteling van deze wet), maar materieel (economisch) een Vermogensbelasting aanwezig is. De begrippen income tax (inkomstenbelasting) en wealth tax (vermogensbelasting) worden dus door elkaar gebruikt.  Zie voor de internationale aspecten van (vermogens)belastingen: belastingverdrag

## Verwante belastingen
- Erfbelasting
- Grondbelasting
- Progressieve inkomstenbelasting

## Vermogensrendementsheffing
Per 1 januari 2001 is de Wet op de vermogensbelasting 1964 ingetrokken. Er is sindsdien in juridische zin geen vermogensbelasting in Nederland meer. In economische zin is er echter wel een vermogensbelasting gebleven. Dit komt doordat de fiscale wetgever per 2001 onder de benaming inkomstenbelasting een heffing over het vermogen heeft ingevoerd, de vermogensrendementsheffing in box 3 van de Wet inkomstenbelasting 2001. De wet veronderstelt een forfaitair rendement hierover volgens een (de facto progressief) schijventarief, en belast dit tegen het vaste (proportionele) tarief van 31%. Dit is nog meer dan de oude vermogensbelasting, maar daar staat tegenover dat de inkomsten uit vermogen (rente, dividend, pacht en huur) niet langer belast worden. Ook is het zo dat door de invoering van het boxensysteem niet meer over het vermogen van een onderneming of de waarde van de aanmerkelijk-belangaandelen in een eigen bv geheven wordt. Bij een groot vermogen en een belastbaar rendement van 4% waarover voorheen 60% inkomstenbelasting betaald moest worden is het totale tarief gedaald van 3,1% naar ongeveer 1,7%. Bij een groot vermogen en een belastingvrij rendement is het tarief echter gestegen van 0,7% naar ongeveer 1,7%.
Zie ook de geschiedenis van de inkomstenbelasting.